# Michał Szewczyk (aktor)
Michał Szewczyk, właśc. Eugeniusz Szewczyk (ur. 29 lipca 1934 w Łodzi, zm. 8 lutego 2021 tamże) – polski aktor teatralny, filmowy, telewizyjny i dubbingowy, pedagog.

## Życiorys
Wychowywał się na łódzkich Bałutach. Był absolwentem Państwowej Wyższej Szkoły Teatralnej w Łodzi. Szeroka publiczność znała go z ról w kilkudziesięciu filmach i serialach telewizyjnych, m.in. w: Królu Maciusiu I Wandy Jakubowskiej, Eroice Andrzeja Munka, Pan Anatol szuka miliona Jana Rybkowskiego, Historii żółtej ciżemki Sylwestra Chęcińskiego, O dwóch takich co ukradli księżyc Jana Batorego, Prawo i pięść w reżyserii Jerzego Hoffmana i Edwarda Skórzewskiego, a także w Stawce większej niż życie, Kapitan Sowa na tropie, Domu, Klanie, Na Wspólnej, Komisarzu Alexie czy Na dobre i na złe.
Od 1958 r. aktor był związany z Teatrem Powszechnym w Łodzi, w którym stworzył ponad 125 ról m.in. w My Fair Lady, Bereziakach, Boso, ale w ostrogach w reżyserii Romana Sykały, Klubie Pickwicka Jana Bratkowskiego,Matce Courage Jerzego Hoffmanna, Szwejku Janusza Zaorskiego, Słoniu Andrzeja Kondratiuka; Igraszkach z diabłem Józefa Grudy, Śpiewniku domowym Adama Hanuszkiewicza; Damach i huzarach Agnieszki Glińskiej.
Przez wiele lat pracował jako nauczyciel akademicki. W latach 1965–1992 zagrał w piętnastu spektaklach Teatru Telewizji. Był laureatem licznych nagród i odznaczeń. W 2020 roku odsłonił swoją gwiazdę w łódzkiej Alei Gwiazd.
Zmarł 8 lutego 2021 w Łodzi, pochowany 1 marca 2021 r. na cmentarzu Doły w Łodzi (kwatera IX-23-3).

## Życie prywatne
Jego synem jest publicysta Marcin Szewczyk.

## Filmografia
- 1954: Niedaleko Warszawy jako członek zespołu ludowego
- 1956: Ziemia jako Staszek, syn Wawrzyniaczki
- 1956: Zemsta jako hajduk
- 1956: Koniec nocy jako Witek
- 1957: Skarb kapitana Martensa jako chłopiec okrętowy Mucha
- 1957: Król Maciuś I jako wyrostek w stolicy
- 1957: Eroica jako powstaniec czyszczący broń (odc. 1)
- 1958: Zamach jako „Orzeł”
- 1958: Pan Anatol szuka miliona jako Franek, członek bandy
- 1958: Kalosze szczęścia jako Murzyn z latającego talerza dostarczający wróżkom kalosze
- 1958: Zadzwońcie do mojej żony jako marynarz śpiewający w gospodzie w Zatoce Szczęścia
- 1959: Tysiąc talarów jako weselnik
- 1959: Sygnały jako Felek, wspólnik organizatora napadu
- 1960: Rzeczywistość jako student, członek redakcji „Rzeczywistość”
- 1961: Historia żółtej ciżemki jako Kudraś, pomocnik Wita Stwosza
- 1961: Dziś w nocy umrze miasto jako gość w „Astorii”
- 1962: Zerwany most jako Aleks Dziarnik, brat Olgi
- 1962: O dwóch takich, co ukradli księżyc jako sprawozdawca podczas wyścigu garbusów
- 1962: Jadą goście jadą...
- 1962: Głos z tamtego świata jako malarz
- 1962: Dom bez okien jako pomocnik
- 1963: Weekendy jako kinooperator Andrzej, chłopak Magdy
- 1963: Yokmok jako szef bandy
- 1964: Prawo i pięść jako milicjant
- 1964: Pięciu jako Francik, syn Tomali
- 1964: Panienka z okienka jako strażnik
- 1964: Barwy walki jako Franek, członek oddziału AL
- 1965: Niedziela sprawiedliwości jako milicjant Walczak
- 1965: Kapitan Sowa na tropie jako Albin, współpracownik Sowy
- 1965: Dzień ostatni, dzień pierwszy jako bandyta
- 1966: Z przygodą na ty jako Józek, pomocnik leśniczego (odc. 2)
- 1966: Piekło i niebo jako żołnierz
- 1967: Westerplatte jako zbuntowany żołnierz
- 1967: Stawka większa niż życie jako Franek, polski żołnierz aresztujący Klossa (odc. 17)
- 1967: Pieczona gęś jako palacz
- 1967: Komedia z pomyłek jako Bill, pracownik sklepu Kaschego
- 1967: Człowiek, który zdemoralizował Hadleyburg jako fotograf
- 1968: Kierunek Berlin jako szeregowy Michał Badzioch
- 1969: Ostatnie dni jako szeregowy Michał Badzioch
- 1969: Księżyc jako białogwardzista Kola
- 1970: Pierścień księżnej Anny jako pachołek krzyżacki
- 1970: Doktor Ewa jako pracownik SKR-u (odc. 3)
- 1970: Akcja Brutus jako członek oddziału „Boruty”
- 1971: Zabijcie czarną owcę jako Złotko
- 1971: Samochodzik i templariusze jako Michał Piotrowski, polski kuzyn Petersena
- 1971: Jeszcze słychać śpiew. I rżenie koni... jako zięć Misztala
- 1972: Palec Boży jako aktor
- 1974: Zwycięstwo jako szeregowy Michał Badzioch
- 1980: Polonia Restituta jako członek delegacji Pierwszej Brygady u Piłsudskiego (odc. 1)
- 1981: Przyjaciele (odc. 3)
- 1981: Krótki dzień pracy jako kapitan z komendy wojewódzkiej MO
- 1982: Przygrywka jako mężczyzna na przystani (odc. 6)
- 1982: Polonia Restituta jako legionista (odc. 3)
- 1982: Matka Królów jako urzędnik w budynku PZPR
- 1983: Dzień kolibra jako pracownik warsztatów, kolega ojca Sławka
- 1984: Romans z intruzem jako Alfred Kubicki
- 1984: Kobieta z prowincji jako „prezes”, klient lokalu chcący tańczyć z Celinką
- 1985: Dłużnicy śmierci jako aresztant w Strzekocianach
- 1986: Cudowne dziecko jako policjant
- 1987: Trójkąt bermudzki jako więzień
- 1987: Pantarej jako kotłowy Walerek
- 1987: Mr Tański jako kolejarz
- 1988: Powrót do Polski jako Kaczmarek, woźnica Frankowskiego
- 1988: Desperacja jako szpicel
- 1991: Siwa legenda jako Gołas
- 1997: Klan jako Boguś Marczak
- 1998: Syzyfowe prace jako nauczyciel
- 2000: Syzyfowe prace jako nauczyciel
- 2000: Dom jako stryj Pawła (odc. 25)
- 2001: Małopole czyli świat jako Olszewski
- 2003–2005: Sprawa na dziś jako Kazimierz Jerzmanowski, wójt Zdziechowa
- 2003: Na Wspólnej jako pan Łukasz
- 2006: Apetyt na miłość jako Michał, klient wypożyczalni (odc. 1 i 7)
- 2007: Święty Rafał Kalinowski
- 2009: Popiełuszko. Wolność jest w nas jako Zbigniew Herbert
- 2010: Weekend jako lokaj Normana
- 2011: Księstwo
- 2011: Koleżanki jako staruszek w autobusie
- 2012: Mit o „Szarym”
- 2012–2013: Komisarz Alex jako Waldemar Biernacki
- 2013: Lekarze jako pan Eryk (odc. 21)
- 2014: Służby specjalne jako stary ksiądz
- 2014: Służby specjalne jako stary ksiądz (odc. 5)
- 2014: Sąsiady jako Inteligent
- 2016: Na dobre i na złe jako Marian Kasperski (odc. 626)
- 2021: Jakoś to będzie jako dziadek Jacka

Źródło: Filmpolski.pl.

## Dubbing
- 1969: Kot w butach
- 1983: Szczęśliwe dni Muminków – Muminek
- 1986: Zima w Dolinie Muminków – Muminek
- 1990: Niezwykłe przygody pluszowych misiów
- 1997–2000: Za siedmioma duchami

## Odznaczenia i wyróżnienia
- 1980: Honorowa Odznaka Miasta Łodzi
- 1985: Medal 40-lecia Polski Ludowej
- 1985: Złoty Krzyż Zasługi
- 1985: Odznaka „Zasłużony Działacz Kultury”
- 2011: Medal Pro Publico Bono im. Sabiny Nowickiej[14]
- 2015: Srebrny Medal „Zasłużony Kulturze Gloria Artis”[15]
- 2020: Złoty Medal „Zasłużony Kulturze Gloria Artis”[15]
- 2020: Uhonorowany Gwiazdą w łódzkiej Alei Gwiazd[16]
- Nagroda dyrektora Wydziału Kultury Urzędu Miasta Łodzi (dwukrotnie)[8]
- Nagroda dyrektora Teatru Powszechnego w Łodzi (trzykrotnie)[17]